# Eugène Pottier
Eugène Pottier (Paris, 4 de outubro de 1816 – Paris, 6 de novembro de 1887) foi um poeta, operário e militante anarquista francês, que escreveu a letra da Internationale.
Participou da Comuna de Paris, sendo eleito maire (representante) do 2.º bairro. Após a derrota da Comuna, viveu clandestinamente em Paris, onde escreveu, em junho de 1871, o poema que deu origem à Internacional, que depois recebeu a música de Pierre Degeyter. Exilou-se na Inglaterra no ano seguinte.
Em 1887, publicou uma coletânea de seus poemas, Chants révolutionnaires, entre os quais A Internacional e Elle n'est pas morte ("Ela não está morta"), também em referência à Comuna. Morreu no ano seguinte. Seu corpo foi enterrado no cemitério de Père Lachaise.
O cantor francês Sébastien Ducret gravou em 2010 o álbum Quel est le fou?, contendo 20 canções com letras de Pottier.